# The Mastery of John Coltrane Vol. 1: Feelin' Good
| Recensione                          | Giudizio |
| ----------------------------------- | -------- |
| AllMusic                            | [ 1 ]    |
| The Rolling Stone Jazz Record Guide | [ 2 ]    |

The Mastery of John Coltrane, Vol. I: Feelin' Good è un album compilation del musicista jazz John Coltrane, pubblicato postumo dalla Impulse! Records nel 1978.

## Il disco
Si tratta del primo volume di una serie di quattro album compilation pubblicati dalla Impulse! tra il 1978 e il 1979, tutti con la stessa copertina opera di Stuart Kusher, Richard Germinaro & Vigon Nahas Vigon. Il disco contiene brani incisi da Coltrane nel 1965, sette in studio ed uno dal vivo. Tutte le tracce erano inedite in queste versioni all'epoca della pubblicazione (Joy e Living Space erano state precedentemente incluse nell'album Infinity del 1972 ma con pesanti sovraincisioni orchestrali opera della vedova di Coltrane).

## Tracce
1. Feelin' Good – 6:25
2. My Favorite Things – 14:48
3. Living Space - 10:21
4. Untitled 90320 – 10:47
5. Untitled 90314 – 14:44
6. Dusk Dawn – 11:00
7. Nature Boy [First Version] – 6:55
8. Joy – 12:10

## Formazione
- John Coltrane – sax tenore e soprano
- McCoy Tyner – piano
- Art Davis (tracce 1 & 7), Jimmy Garrison – contrabbasso
- Elvin Jones – batteria